# Николау, Томас
Томас Николау (греч. Θωμάς Νικολάου; род. 22 октября 2001, Ларнака) — кипрский футболист, защитник клуба «Неа Саламина» и юниорской сборной Кипра.

## Клубная карьера
Николау является воспитанником «Неа Саламины», с которой он подписал первый профессиональный контракт в 2017 году. В чемпионате Кипра дебютировал 16 декабря в выездной встрече с АПОЭЛ. Томас вышел на поле на 89-й минуте вместо автора единственного года «Саламины» в матче португальца Рубена Брижиду. 21 апреля 2018 года в игре забил первый мяч в карьере, открыв на 14-й минуте счёт в матче с «Доксой». По итогам сезона Николау принял участие в 8 встречах, отметившись одним голом.

## Карьера в сборной
Выступал за юношеские сборные Кипра различных возрастов.
В 2017 году в составе сборной Кипра (до 17 лет) принимал участие в отборочном турнире к чемпионату Европы 2018 года. По итогам отборочного раунда Кипр занял третье место в группе, но по дополнительным показателям пробился в элитный раунд, где, сыграв три матча в ничью, также занял третье место и на финальный турнир не попал. Николау принял участие во всех шести матчах сборной.

## Статистика выступлений

### Клубная статистика
| Выступление      | Выступление      | Выступление      | Лига | Лига | Кубки | Кубки | Конт.кубки | Конт.кубки | Итого | Итого |
| Клуб             | Лига             | Сезон            | Игры | Голы | Игры  | Голы  | Игры       | Голы       | Игры  | Голы  |
| ---------------- | ---------------- | ---------------- | ---- | ---- | ----- | ----- | ---------- | ---------- | ----- | ----- |
| Неа Саламина     | Дивизион А       | 2017/18          | 8    | 1    | 0     | 0     | —          | —          | 8     | 1     |
| Неа Саламина     | Дивизион А       | 2018/19          | 3    | 0    | 1     | 0     | —          | —          | 4     | 0     |
| Неа Саламина     | Дивизион А       | 2019/20          | 0    | 0    | 0     | 0     | —          | —          | 0     | 0     |
| Неа Саламина     | Итого            | Итого            | 11   | 1    | 1     | 0     | 0          | 0          | 12    | 1     |
| Всего за карьеру | Всего за карьеру | Всего за карьеру | 11   | 1    | 1     | 0     | 0          | 0          | 12    | 1     |